# Мамедханов, Мамедхан Мамедхан оглы
Мамедхан Мамедханов (азерб. Məmmədxan Məmmədxanov; 1884, село Кочахмедли, Елизаветпольская губерния — 1938, Баку, Азербайджанская ССР) — азербайджанский общественный и политический деятель. Председатель Исполнительного комитета Карягинского уезда.

## Биография
Мамедхан Мамедхан оглу Мамедханов родился 1884 года в крестьянской семье в селе Кочахмедли Джебраильского уезда Елизаветпольской губернии. Учился в русско-татарской школе в Каргабазаре. В 1902 году приехал в Баку и поступил работать учеником слесаря на нефтяной промысел Манташева в Балаханах. В 1904 году вступил в РСДРП. В конце 1905 года избран членом Бакинского совета. Активно участвовал в работе Союза нефтепромышленных рабочих. В 1914 и 1917 гг. вёл революционную работу среди крестьян Карягинского уезда.
- 1917 году — в Красной Гвардии
- 1918 году — на подпольной работе (Мугань)
- 1919 году председатель Нагорно-Карабахского подпольного комитета РКП(б)
- 1920 году на советской, партийной работе
- 12 февраля 1920 году член ЦК КП(б) Азербайджана
- 1921 году уполномоченный ЦК КП(б) Азербайджана в уезде
- 1922 году председатель Исполнительного комитета Карягинского уездного Совета (Азербайджанская ССР)
- 1924 году председатель Исполнительного комитета Кубинского  уездного Совета
- 1926 году председатель СНК Нахичеванской АССР

Мамедхан Мамедханов расстрелян 8 февраля 1938 года по приговору Военной коллегии Верховного суда СССР. Реабилитирован Военной коллегией Верховного суда СССР 29 декабря 1956 года, посмертно.

## Награды
- орден Красного Знамени Азербайджанской ССР

## Комментарии
1. ↑  Ныне — в Физулинском районе Азербайджана.